# Nekrolog 1880
Nekrolog
◄◄
| ◄
| 1876
| 1877
| 1878
| 1879
| 1880 | 1881 | 1882 | 1883 | 1884 | ► | ►►
Weitere Ereignisse | Allgemeiner Nekrolog 1880
Die Beschreibung der verstorbenen Person sollte so kurz wie möglich gehalten sein und nur deren signifikante Tätigkeit(en) enthalten.
Neue Namen ggf. auch unter dem Geburts- und Sterbedatum, also etwa unter 1. Januar und im Geburts- und Sterbejahr (2024) eintragen (nur bei entsprechender großer Wichtigkeit). Für Beispiele siehe die schon vorhandenen Artikel.
Außerdem über die fünf zuletzt Verstorbenen, zu denen es einen ausreichend guten Artikel für eine Präsentation auf der Hauptseite gibt, nach der todesbedingten Überarbeitung der Artikel ggf. auch unter Wikipedia Diskussion:Hauptseite informieren und sie am besten auch in den anderen Wikipedia-Sprachversionen eintragen. Tipp: Regelmäßig bei news.google.de nach „ist tot“, „gestorben“ oder „verstorben“ suchen.
Wenn eine Person gestorben ist, gibt es viele Seiten zu dieser Person in der Wikipedia, die davon auch betroffen sind und entsprechend aktualisiert werden müssen. Beispiele: Namenübersichtsseite, Geburtsjahr, Geburtsort-Seiten und viele mehr.
Wie finde ich die betroffenen Seiten?
Im Suchfeld auf der linken Seite gibt man den Suchbegriff so ein: „Vorname Nachname“. Dann klickt man auf Volltext und alle Seiten mit entsprechendem Suchtext werden aufgerufen. Hier sieht man dann schnell, wo auch das Todesjahr Sinn macht oder sogar ein Teil des Artikels angepasst werden muss. Auch hilft das „Werkzeug“ auf der linken Seite sehr gut, um solche Seiten aufzufinden: „Links auf diese Seite“. Somit ist die Wikipedia wieder aktuell in allen Bereichen! Hinweis: bei Eintragung der Kategorie „Gestorben JAHR“ wird der Missbrauchsfilter 49 ausgelöst, was jedoch nicht schlimm ist. Siehe: Spezial:Missbrauchsfilter/49
Dies ist eine Liste von im Jahr 1880 verstorbenen bekannten Persönlichkeiten. Die Einträge erfolgen innerhalb der einzelnen Daten alphabetisch sortiert. Tiere sind im Nekrolog für Tiere zu finden.

## Januar
| Tag        | Name                                   | Beruf, bekannt als | Alter | Beleg |
| ---------- | -------------------------------------- | --- | ----- | ----- |
| 1. Januar  | Carl Geyling                           | österreichischer Glasmaler                                                                                               | 65    |       |
| 1. Januar  | Julius Oppermann                       | deutscher Journalist | 54    |       |
| 1. Januar  | Karl von Paschwitz                     | deutscher Ingenieur und Reichseisenbahnbaumeister                                                                        | 42    |       |
| 1. Januar  | Johann Friedrich Hector Philippi       | deutscher Jurist und Politiker (Nationalliberal)                                                                         | 77    |       |
| 1. Januar  | Josephine Schulze-Killitschky          | österreichische Sängerin (Sopran)                                                                                        | 88    |       |
| 2. Januar  | Bronisław Zaleski                      | polnisch-weißrussischer Sozialaktivist, Journalist, Herausgeber, Historiker und Künstler                                 |       |       |
| 3. Januar  | Karl Moritz Haenel                     | deutscher Baumeister und sächsischer Baubeamter                                                                          | 70    |       |
| 3. Januar  | Ernst Kossak                           | deutscher Journalist | 65    |       |
| 3. Januar  | Gustav von Le Coq                      | preußischer Diplomat | 80    |       |
| 3. Januar  | Joseph Zocchi von Morecci              | österreichischer Generalmajor                                                                                            | 92    |       |
| 3. Januar  | Barbara Jožefa Struss                  | slowenische Zeichenlehrerin und Malerin                                                                                  | 74    |       |
| 4. Januar  | Anselm Feuerbach                       | deutscher Maler | 50    |       |
| 4. Januar  | Marthe Camille Bachasson de Montalivet | französischer Politiker                                                                                                  | 78    |       |
| 4. Januar  | Seth Wakeman                           | US-amerikanischer Jurist und Politiker                                                                                   | 68    |       |
| 5. Januar  | August Wilhelm Heffter                 | Jurist | 83    |       |
| 6. Januar  | Luigi Borro                            | italienischer Bildhauer und Maler                                                                                        | 53    |       |
| 7. Januar  | Carl Krug von Nidda                    | sächsischer Generalleutnant                                                                                              | 59    |       |
| 8. Januar  | Joshua Norton                          | US-amerikanischer Geschäftsmann und selbsternannter Kaiser                                                               |       |       |
| 9. Januar  | Erhard Ackermann                       | Erfinder der Granitschleiftechnologie                                                                                    | 66    |       |
| 9. Januar  | William Budd                           | englischer Arzt und Epidemiologe                                                                                         | 68    |       |
| 9. Januar  | Charles Friderich                      | Schweizer Politiker und Rechtsgelehrter                                                                                  | 51    |       |
| 9. Januar  | Bernhard Emil Vogler                   | Jurist und Bürgermeister von Aschaffenburg                                                                               | 47    |       |
| 10. Januar | Reinier Craeyvanger                    | niederländischer Maler und Musiker                                                                                       | 67    |       |
| 10. Januar | Frank Leslie                           | Graveur, Drucker und Verleger                                                                                            | 58    |       |
| 11. Januar | Wilhelm Molitor                        | deutscher Verwaltungsbeamter, Schriftsteller, Domkapitular in Speyer und Politiker, MdL                                  | 60    |       |
| 12. Januar | Ida Hahn-Hahn                          | deutsche Schriftstellerin und Klostergründerin                                                                           | 74    |       |
| 13. Januar | Johann Bleibel                         | württembergischer Fotograf                                                                                               | 47    |       |
| 13. Januar | Johann Ulrich Grunholzer               | Schweizer Gemeindeschreiber, Landschreiber und Politiker                                                                 | 69    |       |
| 14. Januar | Raphael Christen                       | Schweizer Bildhauer | 68    |       |
| 14. Januar | Carl Feer-Herzog                       | Schweizer Politiker, Unternehmer und Eisenbahnpionier                                                                    | 59    |       |
| 14. Januar | Heinrich von Plonski                   | preußischer Offizier, zuletzt General der Infanterie                                                                     | 77    |       |
| 14. Januar | Hans von Prittwitz                     | russischer Generalmajor à la suite                                                                                       | 46    |       |
| 14. Januar | Friedrich VIII. von Schleswig-Holstein | Herzog von Schleswig-Holstein                                                                                            | 50    |       |
| 14. Januar | Johann Rudolf Schneider                | Schweizer Arzt und Politiker                                                                                             | 75    |       |
| 15. Januar | William Henry Balmain                  | englischer Chemiker | 62    |       |
| 15. Januar | Ignaz Schwarz                          | deutscher Arzt, Abgeordneter und Schriftsteller                                                                          | 84    |       |
| 15. Januar | Marc André Souchay                     | deutscher Kaufmann, Klavierlehrer und Musikkritiker                                                                      | 55    |       |
| 15. Januar | Karl Georg von Wächter                 | deutscher Jurist | 82    |       |
| 15. Januar | Rudolph Friedrich Theodor von Watzdorf | deutscher Rittergutsbesitzer und Politiker, MdL (Königreich Sachsen)                                                     | 75    |       |
| 16. Januar | Auguste Galimard                       | französischer Maler | 66    |       |
| 16. Januar | Charles Nègre                          | französischer Maler und Fotopionier                                                                                      | 59    |       |
| 16. Januar | Józef Orłowski                         | polnischer Architekt |       |       |
| 17. Januar | Antoine Alfred Agénor de Gramont       | französischer Diplomat und Außenminister                                                                                 | 60    |       |
| 17. Januar | Armgart Catharina von Arnim            | deutsche Schriftstellerin und Zeichnerin                                                                                 | 58    |       |
| 17. Januar | Cornelius Stribling                    | US-amerikanischer Offizier, Flottillenadmiral der US-Navy                                                                | 83    |       |
| 17. Januar | Michael Welte                          | deutscher Spieluhrenmacher und Erbauer weiterer mechanischer Musikautomaten; Begründer des Unternehmens M. Welte & Söhne | 72    |       |
| 19. Januar | Jules Favre                            | französischer Politiker                                                                                                  | 70    |       |
| 19. Januar | Georg Friedrich Steinike               | Ehrenbürger der Stadt Harburg, heute Ortsteil von Hamburg                                                                | 78    |       |
| 19. Januar | James Westcott                         | US-amerikanischer Politiker                                                                                              | 77    |       |
| 20. Januar | Willem Bodeman                         | niederländischer Landschaftsmaler                                                                                        | 74    |       |
| 20. Januar | Joseph Leopold Stiger                  | österreichischer Jurist, Revolutionär und Publizist                                                                      | 63    |       |
| 21. Januar | Henning Ratjen                         | deutscher Jurist, Professor und Universitätsbibliothekar                                                                 | 86    |       |
| 21. Januar | Karl von Seebach                       | deutscher Geologe und Paläontologe                                                                                       | 40    |       |
| 21. Januar | Johann August Vullers                  | deutscher Orientalist | 76    |       |
| 22. Januar | Bastiaan de Poorter                    | niederländischer Porträtmaler, Radierer und Lithograf                                                                    | 66    |       |
| 23. Januar | Antonio Maria Fanìa                    | italienischer römisch-katholischer Theologe, Bischof von Potenza und Marsico Nuovo                                       | 75    |       |
| 24. Januar | Friedrich Feuerbach                    | deutscher Philologe und Philosoph                                                                                        | 73    |       |
| 24. Januar | Gustave Klotz                          | französischer Architekt                                                                                                  | 69    |       |
| 24. Januar | Anton Piper                            | deutscher Beamter und Jurist                                                                                             | 74    |       |
| 25. Januar | Jacob Lockhart Clarke                  | englischer Anatom, Physiologe und Neurologe                                                                              |       |       |
| 25. Januar | Carl Haas                              | österreichischer Künstler, Denkmalpfleger, Landesarchäologe und Metallwarenfabrikant                                     | 54    |       |
| 26. Januar | Eduard Becker                          | deutscher Forstwissenschaftler und Ökonom                                                                                | 87    |       |
| 26. Januar | Karl Hermann von Hörner                | württembergischer Oberamtmann und Politiker                                                                              | 70    |       |
| 27. Januar | Edward Middleton Barry                 | englischer Architekt | 49    |       |
| 27. Januar | Carl Friedrich Flemming                | deutscher Psychiater | 80    |       |
| 27. Januar | Anton Menge                            | deutscher Gymnasiallehrer und Arachnologe                                                                                | 71    |       |
| 28. Januar | James De Mille                         | kanadischer Literaturwissenschaftler, Professor für klassische Literatur und Schriftsteller                              | 46    |       |
| 28. Januar | Dwight May                             | US-amerikanischer Politiker                                                                                              | 57    |       |
| 28. Januar | Heinrich Philipp Osterrath             | Beamter und Parlamentarier                                                                                               | 74    |       |
| 29. Januar | Maximilian Franciscus Blaunfeldt       | dänischer Advokat und Hardesvogt                                                                                         | 80    |       |
| 29. Januar | William Munro                          | britischer Botaniker |       |       |
| 30. Januar | Paul Devaux                            | belgischer Staatsmann | 78    |       |
| 30. Januar | Max Carl Krüger                        | deutscher Maler | 45    |       |
| 31. Januar | Lukas Engesser                         | deutscher Architekt | 59    |       |
| 31. Januar | Adolphe Granier de Cassagnac           | französischer Publizist, Journalist, Historiker, Abgeordneter                                                            | 73    |       |
| 31. Januar | Auguste Lauber                         | deutsche Kinderdarstellerin und Theaterschauspielerin                                                                    | 70    |       |

## Februar
| Tag         | Name                                        | Beruf, bekannt als                                                                                | Alter | Beleg |
| ----------- | ------------------------------------------- | ------------------------------------------------------------------------------------------------- | ----- | ----- |
| 1. Februar  | Ernest Bersot                               | französischer Philosoph und Publizist                                                             | 63    |       |
| 1. Februar  | Dominic John Corrigan                       | irischer Arzt                                                                                     | 77    |       |
| 2. Februar  | Alexander Abramowitsch Woskressenski        | russischer Chemiker                                                                               | 70    |       |
| 3. Februar  | John Brisbin                                | US-amerikanischer Politiker                                                                       | 61    |       |
| 3. Februar  | Henry Moule                                 | englischer Erfinder, Pfarrer                                                                      | 79    |       |
| 3. Februar  | Élise de Perthuis                           | französische Salonière und enge Freundin von Frédéric Chopin sowie Mäzenatin zahlreicher Künstler | 79    |       |
| 3. Februar  | Albert Poensgen                             | deutscher Industrieller                                                                           | 61    |       |
| 4. Februar  | Francis de La Porte de Castelnau            | französischer Naturforscher und Forschungsreisender                                               |       |       |
| 4. Februar  | Adolf Seubert                               | württembergischer Offizier, Schriftsteller und Übersetzer                                         | 60    |       |
| 5. Februar  | Adolph E. Borie                             | US-amerikanischer Politiker                                                                       | 70    |       |
| 6. Februar  | Alfred Woltmann                             | deutscher Kunsthistoriker                                                                         | 38    |       |
| 7. Februar  | Franz Ferdinand Benary                      | deutscher Orientalist                                                                             | 74    |       |
| 7. Februar  | Arthur Morin                                | französischer Physiker                                                                            | 84    |       |
| 7. Februar  | Hermann Steinfurth                          | deutscher Maler                                                                                   | 56    |       |
| 8. Februar  | Antonio Angelèri                            | italienischer Pianist und Musikpädagoge                                                           | 78    |       |
| 8. Februar  | George Sykes                                | General der US-Armee                                                                              | 57    |       |
| 9. Februar  | Heinrich Konrad Föringer                    | deutscher Bibliothekar, Archivar und Wissenschaftler                                              | 77    |       |
| 9. Februar  | Carl Wilhelm Eduard Naegelsbach             | deutscher evangelisch-lutherischer Theologe, Bibelausleger und Hebraist                           | 64    |       |
| 10. Februar | Adolphe Crémieux                            | französischer Rechtsanwalt, Politiker und Journalist                                              | 83    |       |
| 10. Februar | Franz Xaver von Hlubek                      | österreichischer Agronom und landwirtschaftlicher Schriftsteller                                  | 77    |       |
| 11. Februar | Sherlock James Andrews                      | US-amerikanischer Politiker                                                                       | 78    |       |
| 12. Februar | Heinrich Biedenweg                          | deutscher Jurist und Politiker                                                                    | 68    |       |
| 12. Februar | Karl von Holtei                             | deutscher Schriftsteller, Schauspieler, Theaterregisseur und Theaterleiter                        | 82    |       |
| 12. Februar | Erich Martini                               | deutscher Chirurg                                                                                 | 36    |       |
| 13. Februar | George Hempleman                            | Kapitän, Walfänger und erster deutschstämmiger Siedler in Neuseeland                              |       |       |
| 13. Februar | August Wiggers                              | deutscher Pharmakologe und Botaniker                                                              | 76    |       |
| 14. Februar | Samuel G. Arnold                            | US-amerikanischer Politiker                                                                       | 58    |       |
| 15. Februar | Hermann Ludwig Dryander                     | deutscher evangelisch-lutherischer Theologe und Superintendent                                    | 70    |       |
| 15. Februar | Moritz Fischer von Farkasházy               | ungarischer Porzellan-Hersteller                                                                  | 80    |       |
| 15. Februar | Johann Fulda                                | Oberbergrat                                                                                       | 75    |       |
| 15. Februar | Franz Hellweger                             | Tiroler Maler                                                                                     | 67    |       |
| 15. Februar | Georges François Louis Jaquemot             | schweizerischer Kupfer- und Stahlstecher sowie Zeichenlehrer                                      | 73    |       |
| 15. Februar | Jan Weissenbruch                            | niederländischer Maler                                                                            | 57    |       |
| 16. Februar | Heinrich von Abendroth                      | sächsischer Generalleutnant, Militärschriftsteller                                                | 60    |       |
| 16. Februar | Jean-Pierre Cluysenaar                      | Architekt des Eklektizismus                                                                       | 68    |       |
| 16. Februar | Ernst August Hagen                          | deutscher Kunsthistoriker und Novellist                                                           | 82    |       |
| 16. Februar | Daniel Sheffer                              | US-amerikanischer Politiker                                                                       | 96    |       |
| 16. Februar | Alexander von Villers                       | sächsischer Diplomat und österreichischer Schriftsteller                                          | 67    |       |
| 17. Februar | Joseph Benedict                             | österreichischer Jurist und Politiker                                                             | 70    |       |
| 17. Februar | Karl Düffke                                 | deutscher Opernsänger (Bass) und Theaterschauspieler                                              | 63    |       |
| 17. Februar | Pierre Antoine Favre                        | französischer Chemiker                                                                            | 66    |       |
| 17. Februar | James Lenox                                 | US-amerikanischer Künstler, Kunsthändler und Mäzen                                                | 79    |       |
| 17. Februar | Paul Mendelssohn Bartholdy der Ältere       | deutscher Chemiker                                                                                | 39    |       |
| 18. Februar | Nikolai Nikolajewitsch Sinin                | russischer Chemiker                                                                               | 67    |       |
| 19. Februar | Constantino Brumidi                         | italo-amerikanischer Maler                                                                        | 74    |       |
| 19. Februar | Viktor zu Leiningen-Westerburg-Altleiningen | österreich-ungarischer Feldmarschallleutnant                                                      | 59    |       |
| 21. Februar | Konstantin zu Lodron-Laterano               | österreichischer Industrieller und Politiker, Landtagsabgeordneter                                | 73    |       |
| 21. Februar | Franz August Schmölders                     | deutscher Orientalist                                                                             | 70    |       |
| 21. Februar | Ismail Iwanowitsch Sresnewski               | russischer Philologe, Paläograph Slawist und Ethnograph                                           | 67    |       |
| 22. Februar | Heinrich Brunner                            | Schweizer Hotelier und Gastronom                                                                  | 61    |       |
| 22. Februar | Joseph Caspar                               | Schweizer Maler und Kupferstecher                                                                 | 81    |       |
| 22. Februar | Ludwig Moser                                | deutscher Physiker und Hochschullehrer                                                            | 74    |       |
| 23. Februar | Ludwig von Fautz                            | österreichischer Vizeadmiral und Marinekommandant                                                 | 68    |       |
| 23. Februar | Fjodor Nikolajewitsch Glinka                | russischer Schriftsteller                                                                         | 93    |       |
| 24. Februar | Julius Joseph Bernay von Favancourt         | österreichischer Offizier                                                                         | 75    |       |
| 24. Februar | Fridolin Josef Landolt                      | Schweizer Jurist                                                                                  | 73    |       |
| 24. Februar | Johann Georg Conrad Oberdieck               | deutscher evangelischer Pfarrer und Pomologe                                                      | 85    |       |
| 24. Februar | Bernhardine Ida Sostmann                    | deutsche Schauspielerin                                                                           | 74    |       |
| 24. Februar | Johann Georg Weinhold                       | deutscher Historienmaler, Graveur und Lithograf                                                   | 66    |       |
| 25. Februar | Johann Christoph Blumhardt                  | Pfarrer des württembergischen Pietismus und ein evangelischer Theologe                            | 74    |       |
| 25. Februar | Edward Löwe                                 | englischer Schachspieler                                                                          | 85    |       |
| 25. Februar | David Naar                                  | US-amerikanischer Journalist und Politiker                                                        | 79    |       |
| 25. Februar | Franz Heinrich Reinerding                   | Theologe und Hochschullehrer                                                                      | 65    |       |
| 25. Februar | George Sykes                                | US-amerikanischer Politiker                                                                       | 77    |       |
| 26. Februar | Gerhard Hartmann                            | deutscher Mathematiker und Hochschullehrer                                                        | 73    |       |
| 26. Februar | Franziska Möllinger                         | Schweizer Fotografin und Daguerreotypistin                                                        | 62    |       |
| 27. Februar | Ludwig Friedrich Wilhelm Kaufmann           | deutscher Uhrmachermeister und Politiker, MdHB                                                    | 74    |       |
| 28. Februar | Charles D. Coffin                           | US-amerikanischer Politiker (Whig Party)                                                          | 74    |       |
| 29. Februar | Michael August Friedrich Prestel            | deutscher Mathematiker Meteorologe                                                                | 70    |       |
| 29. Februar | Ludwig zu Solms-Hohensolms-Lich             | deutscher Standesherr und Politiker                                                               | 75    |       |
| 29. Februar | James Wilson                                | australischer Politiker, Premierminister von Tasmanien                                            | 68    |       |
| 29. Februar | Eduard Zimmermann                           | deutscher Jurist und Politiker (DFP), MdR                                                         | 68    |       |

## März
| Tag      | Name                                   | Beruf, bekannt als | Alter | Beleg |
| -------- | -------------------------------------- | --- | ----- | ----- |
| 2. März  | Moritz Auspitz                         | österreichischer Chirurg |       |       |
| 2. März  | Robert Latane Montague                 | US-amerikanischer Politiker und Jurist                                                                                      | 60    |       |
| 2. März  | Joseph Streicher                       | deutscher Verwaltungsbeamter                                                                                                |       |       |
| 3. März  | Wilhelm von Eisendecher                | deutscher Minister | 76    |       |
| 3. März  | Eduard Wilhelm Güntz                   | deutscher Arzt und Psychiater                                                                                               | 79    |       |
| 3. März  | Carl Ludwig Kirschbaum                 | deutscher Entomologe, Professor der Biologie und Museumsdirektor                                                            | 68    |       |
| 4. März  | Karel Sladkovský                       | tschechischer Journalist und Politiker                                                                                      | 56    |       |
| 5. März  | Adam Joseph Betz                       | deutscher Kaufmann, Spezereiwarenhändler und Bürgermeister der Stadt Worms                                                  | 84    |       |
| 5. März  | Edouard Girardet                       | französischer Maler und Kupferstecher                                                                                       | 60    |       |
| 5. März  | José Núñez                             | nicaraguanischer Politiker und Director Supremo von Nicaragua                                                               |       |       |
| 6. März  | Friedrich Harkort                      | deutscher Unternehmer und Politiker (DHP), MdR                                                                              | 87    |       |
| 6. März  | Carl Franz Planck von Planckburg       | österreichischer Bankier | 46    |       |
| 7. März  | Louis Auzoux                           | französischer Anatom und Modelleur                                                                                          | 82    |       |
| 7. März  | Johann Petz                            | österreichischer Bildhauer, der in München wirkte                                                                           | 61    |       |
| 7. März  | Ernst zu Solms-Braunfels               | hessischer Standesherr, Hauptmann, Abgeordneter und Politiker                                                               | 44    |       |
| 8. März  | Camille de Tornaco                     | belgischer Politiker und Senatspräsident                                                                                    | 72    |       |
| 10. März | Casimir Rudolf Katz                    | deutscher Holzindustrieller und Politiker, MdR                                                                              | 55    |       |
| 10. März | Thekla Knös                            | schwedische Autorin, Dichterin und Übersetzerin                                                                             | 64    |       |
| 11. März | Wilhelm Jantzen                        | Hamburger Kaufmann und Abgeordneter                                                                                         | 79    |       |
| 12. März | Adolf Ficker                           | österreichischer Statistiker                                                                                                | 63    |       |
| 12. März | Bernhard Gugler                        | deutscher Mathematiker, Musikwissenschaftler, Direktor des Stuttgarter Polytechnikums                                       | 68    |       |
| 13. März | Thomas Bell                            | britischer Arzt und Zoologe                                                                                                 | 87    |       |
| 13. März | Adolf von Zerzog                       | deutscher Politiker | 80    |       |
| 15. März | Johann Jakob Breitinger                | Schweizer Architekt des Klassizismus, des Schweizer Holzstil und der Historismus                                            | 66    |       |
| 15. März | Johan Karel Jakob de Jonge             | niederländischer Historiker                                                                                                 | 51    |       |
| 16. März | Johann Jacob Weber                     | deutscher Buchhändler und Verleger                                                                                          | 76    |       |
| 18. März | Ernst August Hellmuth von Kiesenwetter | deutscher Entomologe | 59    |       |
| 20. März | Joaquim Calado                         | brasilianischer Flötist und Komponist                                                                                       | 31    |       |
| 20. März | Blasius Lapusch                        | österreichischer Landwirt und Politiker, Landtagsabgeordneter                                                               |       |       |
| 20. März | Wilhelm Philipp Schimper               | französischer Botaniker und Paläobotaniker                                                                                  | 72    |       |
| 21. März | Franz Hübschmann                       | deutsch-amerikanischer Arzt und Politiker                                                                                   | 62    |       |
| 21. März | Elias David Sassoon                    | Kaufmann | 59    |       |
| 21. März | Christian Scholz                       | deutscher Verleger und Gründer der Deutschkatholischen Gemeinde Mainz, Mitglied im Vorparlament der Frankfurter Paulskirche | 73    |       |
| 22. März | Wilhelm Tell von Fellenberg            | Schweizer Agronom | 81    |       |
| 22. März | Anton von Stabel                       | badischer Staatsmann, Politiker und Jurist                                                                                  | 73    |       |
| 23. März | Salomon Frensdorff                     | deutscher Orientalist |       |       |
| 23. März | Gustaf Adolf Mankell                   | schwedischer Organist und Komponist                                                                                         | 67    |       |
| 23. März | Christian Theodor Overbeck             | Jurist und Senator der Hansestadt Lübeck                                                                                    | 61    |       |
| 24. März | Alexandre Édouard Baudrimont           | französischer Chemiker | 74    |       |
| 24. März | Antonín Goller                         | tschechischer Architekt | 46    |       |
| 24. März | Bernhard Schopis                       | deutscher Landrat und MdPrA                                                                                                 | 61    |       |
| 25. März | Ludmilla Assing                        | deutsche Schriftstellerin                                                                                                   | 59    |       |
| 25. März | Johann Wetzel                          | deutscher Dombaumeister am Bremer Dom und Politiker, MdBB                                                                   | 81    |       |
| 26. März | August von Grass                       | Oberförster und Abgeordneter                                                                                                | 61    |       |
| 26. März | Theodor Hartig                         | Gründer des Arboretum Riddagshausen                                                                                         | 75    |       |
| 26. März | Francis Henry Medcalf                  | Bürgermeister von Toronto                                                                                                   | 76    |       |
| 26. März | Ángel de Villalobos                    | katalanisch-spanischer Journalist, Politiker, Industrieförderer, Romanist und Hispanist                                     | 71    |       |
| 27. März | Nils Johan Andersson                   | schwedischer Botaniker | 59    |       |
| 27. März | Jakob Filser                           | deutscher Zeichner, Zeichenlehrer und Fachautor                                                                             | 77    |       |
| 27. März | Ignaz Hub                              | deutscher Dichter, Redakteur und Herausgeber                                                                                | 70    |       |
| 27. März | Mathias Rulitz                         | österreichischer Jurist und Politiker                                                                                       | 75    |       |
| 27. März | Franz Stark                            | deutscher Philologe und Politiker                                                                                           | 62    |       |
| 28. März | Julius Frenzel                         | deutscher Verwaltungsjurist und Landrat                                                                                     | 49    |       |
| 28. März | Otto Schneider                         | deutscher Klassischer Philologe                                                                                             | 64    |       |
| 29. März | Constantin Hansen                      | dänischer Historienmaler | 75    |       |
| 29. März | Jacob Axel Josephson                   | schwedischer Komponist | 62    |       |
| 29. März | Johann Messmer                         | Schweizer Politiker und Richter                                                                                             | 61    |       |
| 29. März | Heinrich Bernhard Oppenheim            | deutscher Freihändler, Jurist, Völkerrechtler, Publizist und Philosoph und Politiker (DFP), MdR                             | 60    |       |
| 29. März | Eugen Schneider                        | deutscher Verwaltungsjurist; Bürgermeister von Bamberg und Landtagsabgeordneter in Bayern, MdR                              | 57    |       |
| 30. März | Johann von Dzialynski                  | polnisch-preußischer Rittergutsbesitzer, Publizist und Politiker                                                            | 50    |       |
| 30. März | Emanuel Wulfshein                      | deutscher Jurist, Oberbürgermeister und Politiker (NLP), MdR                                                                | 72    |       |
| 31. März | Bernhard von der Marwitz               | preußischer Politiker, Mitglied des Preußischen Herrenhauses und Landrat des Landkreises Lebus (seit 1860)                  | 56    |       |
| 31. März | Henryk Wieniawski                      | polnischer Violinist und Komponist                                                                                          | 44    |       |
| März     | Gustav Schilling                       | deutscher Musikschriftsteller und Lexikograph                                                                               | 74    |       |

## April
| Tag       | Name                                 | Beruf, bekannt als                                                                    | Alter | Beleg |
| --------- | ------------------------------------ | ------------------------------------------------------------------------------------- | ----- | ----- |
| 1. April  | Ferdinand Querner                    | deutscher Unternehmer und Politiker, MdL (Königreich Sachsen)                         | 64    |       |
| 1. April  | August Ludwig Reyscher               | deutscher Rechtsgelehrter, Politiker (DP), MdR und Philhellene                        | 77    |       |
| 1. April  | Johann Friedrich Karl Leonhard Tafel | deutscher evangelischer Übersetzer                                                    | 80    |       |
| 2. April  | Antonie Biel                         | deutsche Malerin                                                                      | 50    |       |
| 2. April  | Karl Erck                            | deutscher lutherischer Theologe und Generalsuperintendent                             | 62    |       |
| 3. April  | E. Wilder Farley                     | US-amerikanischer Politiker                                                           | 62    |       |
| 3. April  | Theodor Julius Hertel                | deutscher Jurist und Bürgermeister                                                    | 73    |       |
| 3. April  | Samuel Lilly                         | US-amerikanischer Politiker                                                           | 64    |       |
| 3. April  | Löbel Schottländer                   | deutscher Geschäftsmann                                                               | 70    |       |
| 3. April  | Felicita von Vestvali                | deutsche Sängerin (Alt) und Schauspielerin                                            | 49    |       |
| 4. April  | André Louis Gaspard Michaud          | französischer Malakologe                                                              | 84    |       |
| 5. April  | Friedrich Harms                      | deutscher Philosoph                                                                   | 60    |       |
| 5. April  | Franz Meyerheim                      | deutscher Maler                                                                       | 41    |       |
| 6. April  | Pierre-Henri Nyst                    | niederländischer Malakologe                                                           | 66    |       |
| 7. April  | Nissage Saget                        | haitianischer Politiker und Präsident von Haiti                                       |       |       |
| 8. April  | Adolph von Bissing auf Beerberg      | deutscher Pädagoge, Verfechter der christlichen Kleinkinderschule                     | 79    |       |
| 8. April  | William Darwin Fox                   | englischer Geistlicher und Naturforscher                                              | 74    |       |
| 9. April  | Edmond Duranty                       | französischer Schriftsteller und Kunstkritiker                                        | 46    |       |
| 9. April  | John Hutt                            | Gouverneur von Western Australia                                                      | 84    |       |
| 9. April  | John Pakington, 1. Baron Hampton     | britischer Politiker                                                                  | 81    |       |
| 9. April  | Karl von Rosenberg                   | preußischer Generalleutnant                                                           | 82    |       |
| 10. April | Johann Bast                          | deutsch-US-amerikanischer Architekt                                                   | 67    |       |
| 10. April | William Alanson Howard               | US-amerikanischer Politiker                                                           | 67    |       |
| 10. April | Alphonse Maureau                     | französisch-amerikanischer Maler des Impressionismus                                  |       |       |
| 10. April | Emil von Sperber                     | deutscher Rittergutsbesitzer und Politiker, MdR                                       | 64    |       |
| 11. April | George Augustus Baker jr.            | US-amerikanischer Porträtmaler des 19. Jahrhunderts                                   |       |       |
| 11. April | William Sharpey                      | britischer Anatom und Physiologe                                                      | 78    |       |
| 13. April | Melchior Fieser                      | deutscher Verwaltungsbeamter und Parlamentarier                                       | 76    |       |
| 13. April | Robert Fortune                       | englischer Gärtner und Forschungsreisender                                            | 67    |       |
| 14. April | Alphons Martini                      | deutscher Mediziner                                                                   | 50    |       |
| 14. April | Josef Leonz Schmid senior            | Schweizer Politiker                                                                   | 69    |       |
| 15. April | Muhammad Qasim Nanautavi             | indischer Theologe und Sufi der Deobandi-Bewegung                                     |       |       |
| 15. April | Wilhelm Wagner                       | deutscher Klassischer Philologe, Neogräzist und Gymnasiallehrer                       | 36    |       |
| 16. April | Hermann von Keyserlingk              | kurländischer Gutsbesitzer und Landesbeamter                                          | 68    |       |
| 16. April | Friedrich Theodor Müller             | deutscher Politiker, MdHB und Rechtsanwalt                                            | 58    |       |
| 17. April | Joseph-Samuel Farinet                | Schweizer Falschmünzer                                                                | 34    |       |
| 17. April | Ernst Friedrich Langhans             | Schweizer reformierter Theologe liberaler Richtung                                    | 50    |       |
| 18. April | Adolf Aronheim                       | deutscher Jurist und Politiker                                                        | 62    |       |
| 18. April | Eduard Bachmann                      | deutscher Oboist, Opernsänger (Tenor) und Intendant                                   | 48    |       |
| 18. April | William W. Hoppin                    | US-amerikanischer Politiker und Gouverneur des Bundesstaates Rhode Island (1854–1857) | 72    |       |
| 18. April | Konstantinos Kyriakos                | rumänischer und griechischer Schauspieler, Schriftsteller und Revolutionär            |       |       |
| 18. April | Gerardus Johannes Mulder             | niederländischer Mediziner, Pharmakologe, Chemiker und Entdecker des Proteins         | 77    |       |
| 19. April | John Hill                            | US-amerikanischer Politiker                                                           | 79    |       |
| 20. April | Anton Fürbringer                     | deutscher Jurist und Politiker                                                        | 61    |       |
| 20. April | Ludwig Schantz                       | deutscher Justiz- und Verwaltungsbeamter                                              | 74    |       |
| 21. April | Felix Hesse                          | deutscher Schauspieler und Intendant                                                  | 43    |       |
| 23. April | Raden Saleh                          | javanischer Prinz und Maler                                                           | 68    |       |
| 23. April | Friedrich Wilhelm Schwamkrug         | deutscher Maschinenkonstrukteur und letzter Oberkunstmeister in Sachsen               | 72    |       |
| 24. April | Ezra B. French                       | US-amerikanischer Politiker                                                           | 69    |       |
| 25. April | Jakob Hochstetter                    | deutscher Architekt, Architekturtheoretiker und als badischer Beamter Hochschullehrer | 68    |       |
| 25. April | Joseph Seligman                      | US-amerikanischer Bankier und Unternehmer                                             | 60    |       |
| 26. April | Ferdinand Spickermann                | Berliner Arzt und Grundbesitzer                                                       | 67    |       |
| 27. April | Wilhelm Bracke                       | deutscher Verleger, Publizist und Politiker (SDAP), MdR                               | 37    |       |
| 27. April | Carl Fröhlich                        | badischer Regierungsrat                                                               | 66    |       |
| 27. April | John Robbins                         | US-amerikanischer Politiker                                                           |       |       |
| 27. April | Joseph Vinoy                         | französischer General und Senator                                                     | 76    |       |
| 28. April | Matthias Altmann                     | österreichischer Dichter                                                              | 90    |       |
| 28. April | Louis Dubois                         | belgischer Maler                                                                      | 49    |       |
| 28. April | Georg Koppitsch                      | österreich-ungarischer Steinmetz des Historismus                                      |       |       |
| 28. April | Konstantin von Kügelgen              | deutschbaltischer Maler                                                               | 70    |       |
| 29. April | Franz Eybl                           | österreichischer Maler                                                                | 74    |       |
| 29. April | Thomas Sättele                       | badischer Lehrer, Bürgermeister und Freiheitskämpfer                                  | 72    |       |
| 30. April | Carl Heinrich Hermann                | deutscher Freskomaler                                                                 | 78    |       |
| 30. April | Nikolai Iwanowitsch Putilow          | russischer Unternehmer und Metallurg                                                  | 59/60 |       |
| 30. April | Joseph Segar                         | US-amerikanischer Politiker                                                           | 75    |       |

## Mai
| Tag     | Name                                          | Beruf, bekannt als                                                                              | Alter | Beleg |
| ------- | --------------------------------------------- | ----------------------------------------------------------------------------------------------- | ----- | ----- |
| 1. Mai  | Joseph Cable                                  | US-amerikanischer Politiker                                                                     | 79    |       |
| 1. Mai  | Samuel P. Heintzelman                         | US-amerikanischer Generalmajor                                                                  | 74    |       |
| 1. Mai  | Friedrich Adolph Mackrott                     | deutscher Musiker                                                                               | 68    |       |
| 1. Mai  | Samuel Naumbourg                              | französischer Kantor und Komponist liturgisch-jüdischer Musik                                   | 63    |       |
| 1. Mai  | Ernst Willers                                 | deutscher Landschaftsmaler                                                                      | 78    |       |
| 2. Mai  | Eberhard Anheuser                             | Entrepreneur und Brauereibesitzer                                                               |       |       |
| 2. Mai  | William W. Warren                             | US-amerikanischer Politiker                                                                     | 46    |       |
| 3. Mai  | Friedrich Breuninger                          | deutscher Apotheker und Unternehmer                                                             | 85    |       |
| 3. Mai  | Sebastian Buff                                | Schweizer Maler und Zeichner                                                                    | 51    |       |
| 3. Mai  | Heinrich Caspari                              | Oberbürgermeister der Stadt Braunschweig                                                        | 74    |       |
| 3. Mai  | Jonathan Homer Lane                           | US-amerikanischer Astrophysiker und Erfinder                                                    | 60    |       |
| 4. Mai  | Edward Clark                                  | US-amerikanischer Politiker                                                                     | 65    |       |
| 4. Mai  | Georg von Knebel Doeberitz                    | preußischer Regierungsrat und Landrat                                                           | 70    |       |
| 5. Mai  | Friedrich Wilhelm Schütze                     | deutscher Forstwirt und Chemiker                                                                | 39    |       |
| 5. Mai  | Randolph Strickland                           | US-amerikanischer Politiker                                                                     | 57    |       |
| 6. Mai  | Friedrich Bayer                               | deutscher Unternehmer, Gründer der Farbenfabrik Friedrich Bayer der heutigen Bayer AG           | 54    |       |
| 6. Mai  | Hugo Eberhard zu Münster-Meinhövel            | preußischer Offizier, zuletzt General der Kavallerie                                            | 67    |       |
| 7. Mai  | Bernard Blair                                 | US-amerikanischer Jurist und Politiker                                                          | 78    |       |
| 7. Mai  | August Wilhelm Bohtz                          | deutscher Ästhetiker und Literaturhistoriker                                                    | 80    |       |
| 7. Mai  | Adolph Leonhardt                              | hannoverscher und preußischer Justizminister                                                    | 64    |       |
| 7. Mai  | August von Witzleben                          | preußischer Generalleutnant und Militärschriftsteller                                           | 71    |       |
| 8. Mai  | Gustave Flaubert                              | französischer Schriftsteller                                                                    | 58    |       |
| 8. Mai  | Luís Alves de Lima e Silva, Herzog von Caxias | brasilianischer Marschall                                                                       |       |       |
| 8. Mai  | Christian August Friedrich Peters             | deutscher Astronom                                                                              | 73    |       |
| 9. Mai  | Hermann Berens                                | deutscher Komponist und Klavierspieler                                                          | 54    |       |
| 9. Mai  | George Brown                                  | kanadischer Politiker, Verleger und Journalist                                                  | 61    |       |
| 9. Mai  | Johann Michael Wittmer                        | deutscher Maler                                                                                 | 77    |       |
| 10. Mai | Richard Biedermann                            | deutscher Agrikulturchemiker                                                                    | 36    |       |
| 10. Mai | John Goss                                     | englischer Komponist (Kirchenmusik)                                                             | 79    |       |
| 11. Mai | Hermann Metzke                                | deutscher Jurist und Politiker                                                                  | 79    |       |
| 11. Mai | Hermann Zastrow                               | deutscher Jurist und Kommunalpolitiker                                                          | 61    |       |
| 12. Mai | Joseph Kehren                                 | deutscher Maler                                                                                 | 62    |       |
| 13. Mai | David Thomas Ansted                           | englischer Geologe                                                                              | 66    |       |
| 13. Mai | Sanford E. Church                             | US-amerikanischer Jurist und Politiker (Demokratische Partei)                                   | 65    |       |
| 13. Mai | Bernhard Heinrich Wehmeyer                    | deutscher Jurist und Politiker, MdR                                                             | 71    |       |
| 13. Mai | Lievin de Winne                               | belgischer Maler                                                                                | 59    |       |
| 14. Mai | Franz Drinkwelder                             | österreichischer Mediziner und Mitglied der Frankfurter Nationalversammlung                     | 83    |       |
| 14. Mai | Charles Knapp                                 | US-amerikanischer Politiker                                                                     | 82    |       |
| 15. Mai | David Freund                                  | deutscher Landwirt und Politiker                                                                | 78    |       |
| 15. Mai | Karl Wagner                                   | deutscher Gutsbesitzer und Politiker                                                            | 51    |       |
| 15. Mai | Ludwig von Weis                               | deutscher Politiker                                                                             | 67    |       |
| 16. Mai | Karl August Krebs                             | deutscher Pianist, Komponist und Dirigent                                                       | 76    |       |
| 16. Mai | Helene Weichardt                              | deutsche Schriftstellerin                                                                       | 29    |       |
| 17. Mai | Henry Cohen                                   | französischer Numismatiker, Komponist, Musiktheoretiker und Buchkundler                         | 74    |       |
| 17. Mai | Christen Andreas Fonnesbech                   | dänischer Staatsmann                                                                            | 62    |       |
| 17. Mai | Ziya Pascha                                   | osmanischer Autor und Übersetzer                                                                |       |       |
| 18. Mai | Louis-Édouard Pie                             | römisch-katholischer Bischof von Poitiers in Frankreich                                         | 64    |       |
| 18. Mai | Friedrich Techow                              | deutscher Lehrer und Politiker (NLP), MdR                                                       | 72    |       |
| 20. Mai | Axel Adlercreutz                              | schwedischer Jurist, Abgeordneter und Ministerpräsident                                         | 59    |       |
| 20. Mai | Rudolf von Bitter der Ältere                  | Präsident der preußischen Seehandlung                                                           | 68    |       |
| 20. Mai | Henry S. Foote                                | US-amerikanischer Politiker                                                                     | 76    |       |
| 20. Mai | Eugène de Ligne                               | belgischer Politiker                                                                            | 76    |       |
| 20. Mai | William Hallowes Miller                       | britischer Mineraloge, Kristallograph und Physiker                                              | 79    |       |
| 20. Mai | Johann Anton Rohn                             | Schweizer Geistlicher, Dekan des Kapitels Regensberg                                            | 51    |       |
| 20. Mai | Cooper K. Watson                              | US-amerikanischer Politiker                                                                     | 69    |       |
| 20. Mai | Joseph Weidinger                              | deutscher Herrgottschnitzer                                                                     | 83    |       |
| 21. Mai | Johann Gottlieb Ferdinand Frick               | deutscher Historien-, Genre- und Porträtmaler                                                   |       |       |
| 22. Mai | Joseph Aub                                    | deutscher Rabbiner                                                                              | 75    |       |
| 22. Mai | William Tecumsah Avery                        | US-amerikanischer Politiker                                                                     | 60    |       |
| 22. Mai | Heinrich von Gagern                           | liberaler deutscher Politiker zur Zeit der bürgerlichen Märzrevolution                          | 80    |       |
| 22. Mai | Johann Nepomuk von Ringseis                   | deutscher Arzt                                                                                  | 95    |       |
| 22. Mai | Franz Josef Tobisch                           | Landwirt und Vorkämpfer der Bauernbefreiung                                                     | 91    |       |
| 23. Mai | Gheorghe Magheru                              | rumänischer Freiheitskämpfer, General und Politiker                                             | 78    |       |
| 24. Mai | Francesco Rizzoli                             | italienischer Arzt und Politiker                                                                | 70    |       |
| 25. Mai | Franz Wilhelm von Ditfurth                    | deutscher Volksmusiksammler, Sänger und Kirchenlieddichter, Jurist                              | 78    |       |
| 25. Mai | Johanna von Isser Großrubatscher              | Tiroler Zeichnerin und Schriftstellerin                                                         | 77    |       |
| 25. Mai | Anton Lang                                    | österreichischer Textilfabrikant in Fünfhaus bei Wien, Kommunalpolitiker, Philanthrop und Mäzen | 60    |       |
| 25. Mai | Peter Wilhelm Lund                            | dänischer Zoologe und Paläontologe                                                              | 78    |       |
| 26. Mai | John Curwen                                   | englischer Musikpädagoge                                                                        | 63    |       |
| 28. Mai | Rudolf Marggraff                              | deutscher Kunsthistoriker und Schriftsteller                                                    | 75    |       |
| 28. Mai | Moritz Rappaport                              | österreichischer Arzt und Schriftsteller                                                        | 72    |       |
| 29. Mai | Jacob Christian Carl Baumann                  | deutscher Bürgermeister, Mitglied der Zweiten Kammer der Kurhessischen Ständeversammlung        | 79    |       |
| 29. Mai | David Coste                                   | deutscher Kaufmann, Fabrikant und Abgeordneter                                                  | 59    |       |
| 29. Mai | Maximilian Steiner                            | österreichischer Schauspieler und Theaterdirektor                                               | 49    |       |
| 30. Mai | Alexander Gilli                               | deutscher Bildhauer                                                                             | 56    |       |
| 30. Mai | Asher P. Nichols                              | US-amerikanischer Jurist und Politiker                                                          |       |       |
| 30. Mai | James Planché                                 | britischer Dramatiker und Historiker                                                            | 84    |       |
| 31. Mai | Hippolyte Mège-Mouriès                        | französischer Chemiker                                                                          | 62    |       |
| 31. Mai | Sunandha Kumariratana                         | Königin von Siam                                                                                | 19    |       |
| Mai     | Thomas Stuart McFarland                       | US-amerikanischer Offizier, Landvermesser, Farmer und Jurist                                    | 69    |       |

## Juni
| Tag      | Name                                | Beruf, bekannt als                                                                                              | Alter | Beleg |
| -------- | ----------------------------------- | --- | ----- | ----- |
| 1. Juni  | Hippolyte Passy                     | französischer Politiker und Nationalökonom                                                                      | 86    |       |
| 3. Juni  | Constant Dirckinck-Holmfeld         | deutsch-dänischer Verwaltungsjurist und Publizist                                                               | 81    |       |
| 3. Juni  | Marie von Hessen-Darmstadt          | Kaiserin von Russland                                                                                           | 55    |       |
| 5. Juni  | David Catchings Dickson             | US-amerikanischer Politiker                                                                                     | 62    |       |
| 5. Juni  | Adam Diehl                          | deutscher Theaterschauspieler                                                                                   |       |       |
| 5. Juni  | Carl Friedrich Lessing              | romantischer Maler                                                                                              | 72    |       |
| 6. Juni  | Eugen Adam                          | deutscher Schlachtenmaler                                                                                       | 63    |       |
| 6. Juni  | George W. Dunlap                    | US-amerikanischer Politiker                                                                                     | 67    |       |
| 6. Juni  | Auguste Herz                        | deutsche Pädagogin                                                                                              | 55    |       |
| 7. Juni  | Francisco Bolognesi                 | peruanischer Großmarschall                                                                                      | 63    |       |
| 7. Juni  | Robert Burdett, 6. Baronet          | britischer Adliger und Offizier                                                                                 | 84    |       |
| 7. Juni  | Karl Christian Planck               | deutscher Theologe und Philosoph                                                                                | 61    |       |
| 8. Juni  | Johanna von Esterházy               | österreichische Harfenistin und Mäzenatin                                                                       | 81    |       |
| 8. Juni  | Charles W. Willard                  | US-amerikanischer Politiker                                                                                     | 52    |       |
| 9. Juni  | Thomas Burton Hanly                 | US-amerikanischer Jurist und Politiker                                                                          | 68    |       |
| 11. Juni | Simó Gómez                          | spanischer Kupferstecher und Maler                                                                              | 34    |       |
| 11. Juni | Frédéric Vaillant                   | Schweizer Politiker und Staatsrat                                                                               | 79    |       |
| 11. Juni | John Wood                           | US-amerikanischer Politiker                                                                                     | 81    |       |
| 12. Juni | Albert G. Brown                     | US-amerikanischer Politiker                                                                                     | 67    |       |
| 12. Juni | Heinrich von Döring                 | deutscher Verwaltungsbeamter in dänischen Diensten und mecklenburgischer Gutsbesitzer                           | 75    |       |
| 13. Juni | James A. Bayard junior              | US-amerikanischer Politiker                                                                                     | 80    |       |
| 13. Juni | George Opdyke                       | US-amerikanischer Politiker                                                                                     | 74    |       |
| 13. Juni | Heinrich Strack                     | deutscher Architekt                                                                                             | 74    |       |
| 14. Juni | Leonard Ennen                       | deutscher Historiker und Archivar                                                                               | 60    |       |
| 14. Juni | Otto Bernhard Friedmann             | österreichischer Journalist, Zeitungsverleger und Publizist                                                     | 56    |       |
| 17. Juni | James B. Howell                     | US-amerikanischer Politiker                                                                                     | 63    |       |
| 18. Juni | Louis Denzler                       | Schweizer Offizier und Politiker                                                                                | 73    |       |
| 18. Juni | Leonard Sargeant                    | US-amerikanischer Politiker, Anwalt und Vizegouverneur                                                          | 87    |       |
| 18. Juni | Johann August Sutter                | Schweizer Kaufmann und Gründer von Neu-Helvetien                                                                | 77    |       |
| 19. Juni | Friedrich August Witz               | deutscher Kinderdarsteller, Opernsänger (Tenor), Theaterschauspieler, Opernregisseur, Tanzlehrer und Übersetzer | 73    |       |
| 20. Juni | Alexander Iwanowitsch Kasnatschejew | russischer Kanzleileiter und Stadtkommandant                                                                    | 91    |       |
| 20. Juni | Wilhelm Kaulich                     | österreichischer Philosoph                                                                                      | 47    |       |
| 20. Juni | Karl Wilhelm Nitzsch                | deutscher Geschichtswissenschaftler                                                                             | 61    |       |
| 21. Juni | Theophilus H. Holmes                | US-amerikanischer Generalleutnant der Konföderation                                                             | 75    |       |
| 23. Juni | Christopher C. Bowen                | US-amerikanischer Politiker                                                                                     | 48    |       |
| 23. Juni | Adolph Zsigmondy                    | österreichischer Zahnarzt                                                                                       | 64    |       |
| 24. Juni | Jules Antoine Lissajous             | französischer Physiker, Entwickler der Lissajous-Figuren                                                        | 58    |       |
| 24. Juni | Carl Petersen                       | dänischer Polarfahrer, Übersetzer und Autor                                                                     | 66    |       |
| 25. Juni | Johan Wilhelm Blanken               | niederländischer Generalleutnant und Politiker                                                                  | 73    |       |
| 25. Juni | Carl Woermann                       | deutscher Kaufmann und Reeder                                                                                   | 67    |       |
| 27. Juni | Karl Wilhelm Borchardt              | deutscher Mathematiker                                                                                          | 63    |       |
| 28. Juni | Adolf Eduard Grube                  | deutscher Zoologe                                                                                               | 68    |       |
| 28. Juni | Molapo                              | Chief der Basotho                                                                                               |       |       |
| 28. Juni | Texas Jack Omohundro                | US-amerikanischer Scout, Cowboy und Schauspieler                                                                | 33    |       |
| 29. Juni | Richard Rümelin                     | deutscher Bankier                                                                                               | 61    |       |
| 29. Juni | George Willem Vreede                | niederländischer Rechtswissenschaftler und Rechtshistoriker                                                     | 71    |       |
| 30. Juni | Friedrich Leutz                     | deutscher Verwaltungsbeamter                                                                                    |       |       |
| 30. Juni | George Paget                        | britischer Politiker und General                                                                                | 62    |       |
| 30. Juni | Ferdinand Röder                     | deutscher Schauspieler, Regisseur und Theaterleiter                                                             |       |       |
| 30. Juni | Dimitar Trajkowitsch                | bulgarischer Kaufmann und Politiker                                                                             |       |       |
| Juni     | Johann Wilhelm Nahl                 | deutscher Maler, Radierer und Kunstsammler                                                                      |       |       |

## Juli
| Tag      | Name                                   | Beruf, bekannt als                                                                                | Alter | Beleg |
| -------- | -------------------------------------- | ------------------------------------------------------------------------------------------------- | ----- | ----- |
| 1. Juli  | Philipp Phoebus                        | deutscher Arzt und Pharmakologe                                                                   | 76    |       |
| 2. Juli  | Peter Nocker                           | Bildhauer                                                                                         | 57    |       |
| 3. Juli  | Karl von Eichthal                      | königlich bayerischer Hofbankier                                                                  | 67    |       |
| 4. Juli  | Apollonia Diepenbrock                  | westfälische Krankenhausstifterin                                                                 | 80    |       |
| 4. Juli  | Francisco Serapio Mora                 | mexikanischer Botschafter                                                                         |       |       |
| 4. Juli  | George Ripley                          | amerikanischer Schriftsteller                                                                     | 77    |       |
| 4. Juli  | Leonidas Sexton                        | US-amerikanischer Politiker                                                                       | 53    |       |
| 6. Juli  | Félix Bovie                            | belgischer Landschaftsmaler und Chansonnier antiklerikaler Lieder                                 | 67    |       |
| 6. Juli  | Johann Joseph Imhoff (der Jüngere)     | deutscher Bildhauer                                                                               | 84    |       |
| 6. Juli  | Barnas Sears                           | baptistischer Theologe                                                                            | 77    |       |
| 7. Juli  | Anton Christ                           | badischer Jurist und Politiker                                                                    | 79    |       |
| 9. Juli  | Paul Broca                             | französischer Anthropologe                                                                        | 56    |       |
| 10. Juli | Joseph Ripley Chandler                 | US-amerikanischer Politiker                                                                       | 87    |       |
| 10. Juli | Theodor Wagner                         | deutscher Bildhauer                                                                               | 80    |       |
| 12. Juli | Isaac Pereire                          | französischer Finanzmann, Industrieller, Publizist und Mäzen portugiesisch-sephardischer Herkunft | 73    |       |
| 13. Juli | Antal Csengery                         | ungarischer Journalist und Politiker                                                              | 58    |       |
| 14. Juli | John Allen Campbell                    | US-amerikanischer Politiker                                                                       | 44    |       |
| 14. Juli | Eduard Sältzer                         | deutscher Architekt und Ziegeleibesitzer                                                          | 69    |       |
| 15. Juli | Adolphe Bauty                          | Schweizer evangelischer Geistlicher und Politiker                                                 | 82    |       |
| 16. Juli | Johann Jakob Bänninger                 | Schweizer Lehrer und Mundartdichter                                                               | 58    |       |
| 17. Juli | Louis-François de Pourtalès            | schweizerisch-amerikanischer Meeresgeologe und Meeresbiologe                                      | 56    |       |
| 19. Juli | Lucien Barbour                         | US-amerikanischer Politiker                                                                       | 69    |       |
| 19. Juli | Jacob Brinkerhoff                      | US-amerikanischer Jurist und Politiker                                                            | 69    |       |
| 19. Juli | Dominicus Predari                      | deutscher Richter                                                                                 | 61    |       |
| 20. Juli | Jakob Ludwig Buhl                      | deutscher Maler, Kupferstecher, Radierer und Lithograf                                            | 59    |       |
| 20. Juli | George Ramsay, 12. Earl of Dalhousie   | schottischer Adeliger und Soldat                                                                  | 74    |       |
| 20. Juli | Utagawa Kunisada II.                   | japanischer Holzschnittkünstler                                                                   |       |       |
| 21. Juli | Hiram Walden                           | US-amerikanischer Jurist und Politiker                                                            | 79    |       |
| 22. Juli | Johann Hermann Sanning                 | deutsch-amerikanischer Baumeister                                                                 | 67    |       |
| 23. Juli | Anna Caroline de Belleville            | deutsche Pianistin und Komponistin                                                                | 74    |       |
| 23. Juli | Constantin Hering                      | gilt als Begründer der Homöopathie in Amerika                                                     | 80    |       |
| 23. Juli | Rudolf Wenck                           | deutscher Reichsgerichtsrat                                                                       | 59    |       |
| 24. Juli | Samuel Broadbent Jr.                   | US-amerikanischer Maler                                                                           | 70    |       |
| 24. Juli | Heinrich von Drasche-Wartinberg        | österreichischer Unternehmer                                                                      | 69    |       |
| 24. Juli | Angus McKinnon                         | schottischer Fußballspieler                                                                       |       |       |
| 25. Juli | Johann Baptist Benz                    | deutscher Kirchenmusikkomponist                                                                   | 73    |       |
| 25. Juli | Adelheid Reuß zu Ebersdorf             | deutsche Prinzessin, durch Heirat Fürstin Reuß jüngerer Linie                                     | 80    |       |
| 25. Juli | Otto Welter                            | deutscher Jurist und Bergsteiger                                                                  | 40    |       |
| 26. Juli | Platon Boryspolez                      | ukrainisch-russischer Maler und Lithograph                                                        |       |       |
| 26. Juli | Johann Baptist Coronini-Cronberg       | Militär- und Zivilgouverneur in der Woiwodschaft Serbien und Temeser Banat (ab 1850)              | 85    |       |
| 26. Juli | Franz zur Lippe-Biesterfeld-Weißenfeld | sächsischer General der Kavallerie                                                                | 59    |       |
| 27. Juli | Malalai von Maiwand                    | paschtunische Volksheldin von Afghanistan                                                         |       |       |
| 28. Juli | Ezequiel Uricoechea                    | kolumbianischer Naturwissenschaftler                                                              | 46    |       |
| 29. Juli | Ferdinand Stamm                        | böhmisch-österreichischer Schriftsteller, Journalist und Politiker                                | 67    |       |
| 30. Juli | Francesco Saverio Apuzzo               | Erzbischof von Capua und Kardinal                                                                 | 73    |       |
| 30. Juli | Ludwig von Buhl                        | deutscher Mediziner und Hochschullehrer                                                           | 64    |       |
| 30. Juli | Adolf von der Horst                    | deutscher Regierungsbeamter und Abgeordneter                                                      | 73    |       |
| 30. Juli | Alexander Königk-Tollert               | deutscher Theaterschauspieler, -direktor und Dramatiker                                           | 68    |       |
| 30. Juli | Hipolit Skimborowicz                   | polnischer Schriftsteller, Journalist und Herausgeber                                             |       |       |
| 31. Juli | Wilhelm von Eynern                     | deutscher Kaufmann und Politiker                                                                  | 74    |       |

## August
| Tag        | Name                                                  | Beruf, bekannt als                                                                            | Alter | Beleg |
| ---------- | ----------------------------------------------------- | --------------------------------------------------------------------------------------------- | ----- | ----- |
| 1. August  | Konstantin von Kursell                                | Kaiserlich russischer Generalleutnant                                                         | 74    |       |
| 1. August  | Melchior Schlumpf                                     | Schweizer Jesuit und Pädagoge                                                                 | 82    |       |
| 2. August  | Marc Antoine Augustin Gaudin                          | französischer Chemiker                                                                        | 76    |       |
| 2. August  | Philippe Joseph Henri Lemaire                         | französischer Bildhauer                                                                       | 82    |       |
| 3. August  | Juan Eugenio Hartzenbusch                             | spanischer Schriftsteller                                                                     | 73    |       |
| 3. August  | Pawel Petrowitsch Melnikow                            | russischer Ingenieur, Eisenbahnpionier, Hochschullehrer und erster Verkehrsminister Russlands | 76    |       |
| 4. August  | Francesco Bodratto                                    | italienischer Lehrer, Ordenspriester und Missionar                                            | 56    |       |
| 5. August  | Ludwig Binswanger der Ältere                          | deutscher Arzt, der in der Schweiz tätig war                                                  | 60    |       |
| 5. August  | Ferdinand von Hebra                                   | österreichischer Dermatologe                                                                  | 63    |       |
| 5. August  | William Henry Giles Kingston                          | englischer Schriftsteller                                                                     | 66    |       |
| 5. August  | Quido Mánes                                           | tschechischer Maler                                                                           | 52    |       |
| 5. August  | William B. Read                                       | US-amerikanischer Politiker                                                                   | 62    |       |
| 5. August  | Thomas Henry Wyatt                                    | britischer Architekt                                                                          | 73    |       |
| 6. August  | Judson Allen                                          | US-amerikanischer Geschäftsmann, Jurist und Politiker                                         | 83    |       |
| 6. August  | William Orlando Butler                                | US-amerikanischer Politiker                                                                   | 89    |       |
| 6. August  | August Freiherr von der Heydte                        | österreich-ungarischer Generalmajor                                                           | 71    |       |
| 7. August  | Hermenegildo Zepeda Fernández                         | nicaraguanischer Politiker und Director Supremo (1845–1847)                                   |       |       |
| 9. August  | William Bigler                                        | US-amerikanischer Politiker                                                                   | 66    |       |
| 12. August | Isaac Roberts Hawkins                                 | US-amerikanischer Politiker                                                                   | 62    |       |
| 14. August | Stratford Canning, 1. Viscount Stratford de Redcliffe | britischer Diplomat                                                                           | 93    |       |
| 14. August | Charles Jules Labarte                                 | französischer Kunsthistoriker                                                                 | 83    |       |
| 15. August | Carsten Waltjen                                       | deutscher Industrieller und Politiker, MdBB                                                   | 66    |       |
| 16. August | Herschel Vespasian Johnson                            | US-amerikanischer Politiker                                                                   | 67    |       |
| 16. August | Ernst Ferdinand Wenzel                                | deutscher Pianist, Klavierpädagoge und Musikschriftsteller                                    | 72    |       |
| 17. August | Josef Baumgartner                                     | österreichischer Landwirt und Politiker                                                       | 71    |       |
| 17. August | Ole Bull                                              | norwegischer Violinist und Komponist der Romantik                                             | 70    |       |
| 17. August | Ludwig Ernesti                                        | deutscher lutherischer Theologe und Superintendent                                            | 66    |       |
| 17. August | Eduard Rückert                                        | deutscher Jurist und Politiker (DFP), MdR                                                     | 57    |       |
| 18. August | Joseph Alexandre Martigny                             | französischer Archäologe                                                                      | 72    |       |
| 18. August | Ludwig von der Pfordten                               | bayerischer und sächsischer Rechtswissenschaftler und Politiker                               | 68    |       |
| 19. August | Heinrich Albert Hofmann                               | deutscher Buchhändler und Verleger                                                            | 62    |       |
| 19. August | James Alexander Seddon                                | US-amerikanischer Politiker, Kriegsminister der Konföderierten                                | 65    |       |
| 20. August | Ellen Tree                                            | britische Schauspielerin                                                                      | 74    |       |
| 22. August | Iwan Iwanowitsch Funduklei                            | russischer Gouverneur, Archäologe und Philanthrop                                             | 75    |       |
| 23. August | William Thompson                                      | britischer Bare-knuckle-Boxer                                                                 | 68    |       |
| 24. August | Friedrich Breier                                      | deutscher Theologe, Altphilologe und Direktor des Katharineums zu Lübeck                      | 67    |       |
| 24. August | Sanford Robinson Gifford                              | US-amerikanischer Maler                                                                       | 57    |       |
| 24. August | Friedrich von Hagen                                   | deutscher Forstmann                                                                           | 78    |       |
| 24. August | Albert J. Myer                                        | US-amerikanischer Chirurg und Offizier                                                        | 51    |       |
| 24. August | Ouray                                                 | Häuptling der Uncompahgre-Indianer aus dem Volk der Ute                                       |       |       |
| 25. August | Adolf Held                                            | deutscher Nationalökonom und Kathedersozialist                                                | 36    |       |
| 26. August | Theodor Rhiem                                         | deutscher Theologe und Pädagoge                                                               | 57    |       |
| 27. August | Johannes von Hanstein                                 | deutscher Botaniker                                                                           | 58    |       |
| 27. August | Ferdinand Huhold                                      | deutscher lutherischer Theologe, Pfarrer und Superintendent                                   | 77    |       |
| 28. August | Charles Thomas Jackson                                | US-amerikanischer Mediziner, Chemiker, Geologe und Mineraloge                                 | 75    |       |
| 29. August | Eduard Hallberger                                     | deutscher Buchhändler                                                                         | 58    |       |
| 29. August | Paul Octave Hébert                                    | US-amerikanischer Politiker                                                                   | 61    |       |
| 29. August | Hyacinthe Klosé                                       | französischer Instrumentenbauer und Komponist                                                 | 71    |       |
| 29. August | Ludwig von Schwandner                                 | württembergischer Regierungspräsident                                                         | 57    |       |
| 30. August | Hermann Anschütz                                      | deutscher Maler                                                                               | 77    |       |
| 30. August | James Wilson Henderson                                | US-amerikanischer Politiker; Gouverneur von Texas                                             | 63    |       |
| 30. August | Robert McClelland                                     | US-amerikanischer Politiker                                                                   | 73    |       |

## September
| Tag           | Name                                | Beruf, bekannt als                                                                           | Alter | Beleg |
| ------------- | ----------------------------------- | -------------------------------------------------------------------------------------------- | ----- | ----- |
| 1. September  | Carl von Meixner                    | bayerischer Beamter, Landtagsabgeordneter und Abgeordneter des Zollparlaments                | 66    |       |
| 2. September  | Abraham Roth                        | Schweizer Journalist                                                                         | 57    |       |
| 3. September  | Marie Felicité Brosset              | französischer Orientalist                                                                    | 78    |       |
| 3. September  | Wilhelm Westmeyer                   | deutscher Komponist und Pianist                                                              | 51    |       |
| 4. September  | Hans Heinrich Ryffel                | Schweizer Unternehmer und Politiker                                                          | 75    |       |
| 5. September  | Helene zu Hohenlohe-Langenburg      | Prinzessin                                                                                   | 72    |       |
| 5. September  | Hermann Krigar                      | deutscher Komponist und Dirigent                                                             | 61    |       |
| 5. September  | Jacob Tomlin                        | evangelischer Missionar                                                                      | 86    |       |
| 6. September  | Edwin Oppler                        | deutscher Architekt                                                                          | 49    |       |
| 7. September  | Hieronymus Brinke                   | österreichischer Dichter und Ortschronist                                                    | 79    |       |
| 8. September  | Wilhelm August Rieder               | österreichischer Maler, Zeichner und Lithograf                                               | 83    |       |
| 8. September  | Richard Schwager                    | österreichischer Maler                                                                       | 57    |       |
| 9. September  | Wilhelm Ganzhorn                    | deutscher Lyriker und Jurist                                                                 | 62    |       |
| 9. September  | Karl Jordan Glatz                   | Deutscher Geistlicher und Historiker                                                         | 53    |       |
| 10. September | Otto von Hagen                      | deutscher Forstmann                                                                          | 63    |       |
| 10. September | Samuel Stehman Haldeman             | US-amerikanischer Natur- und Sprachforscher                                                  | 68    |       |
| 10. September | Gustavus Adolphus Henry             | US-amerikanischer Politiker                                                                  | 75    |       |
| 10. September | Gustav Leopold Plitt                | deutscher lutherischer Theologe und Professor für Kirchengeschichte                          | 44    |       |
| 11. September | Adolph Klett                        | württembergischer Oberamtmann                                                                | 62    |       |
| 11. September | Samuel St. George Rogers            | US-amerikanischer Jurist, Plantagenbesitzer, Politiker und Offizier                          | 48    |       |
| 12. September | Bushrod Rust Johnson                | US-amerikanischer General der Konföderation                                                  | 62    |       |
| 13. September | Henry Waldron                       | US-amerikanischer Politiker                                                                  | 60    |       |
| 15. September | Carlo Cavina                        | italienischer katholischer Priester, Ordensgründer                                           | 60    |       |
| 15. September | Franz Stuschke                      | deutscher Verwaltungsjurist                                                                  | 51    |       |
| 15. September | Robert Hodgson                      | kanadischer Richter, Vizegouverneur von Prince Edward Island                                 |       |       |
| 16. September | Philipp Ziegler                     | Schweizer Händler                                                                            | 47    |       |
| 19. September | Lafayette S. Foster                 | US-amerikanischer Politiker                                                                  | 73    |       |
| 19. September | Konstantin von Schaezler            | deutscher katholischer Theologe                                                              | 53    |       |
| 20. September | Donald McKay                        | kanadisch-amerikanischer Schiffbauer                                                         | 70    |       |
| 21. September | Ludwig Volrath Jüngst               | deutscher Lehrer für Naturgeschichte, Geographie und Deutsche Sprache                        | 75    |       |
| 21. September | Robert Lüdtge                       | deutscher Physiker                                                                           | 35    |       |
| 21. September | Manuel Montt Torres                 | chilenischer Politiker                                                                       |       |       |
| 24. September | Johann Ernst Falke                  | deutscher Tierarzt                                                                           | 75    |       |
| 24. September | Carl Wilhelm Ludwig Jacob           | Hamburger Kaufmann und Abgeordneter                                                          | 47    |       |
| 24. September | Robert Wilms                        | deutscher Chirurg                                                                            | 56    |       |
| 25. September | John Walter Tarleton                | britischer Admiral                                                                           | 68    |       |
| 26. September | Jules Jacquemart                    | französischer Kupferstecher                                                                  | 43    |       |
| 26. September | Emil Robert Meinhold                | deutscher Rittergutsbesitzer und Politiker, Abgeordneter des Sächsischen Landtags            | 56    |       |
| 27. September | Charles Hardwicke                   | australischer Entdecker und Kapitän                                                          | 92    |       |
| 28. September | Charles Albright                    | US-amerikanischer Politiker                                                                  | 49    |       |
| 28. September | Reinhard Carl Friedrich von Dalwigk | hessischer Staatsmann                                                                        | 77    |       |
| 29. September | François-Charles-Marie Gillard      | französischer Geistlicher und ernannter römisch-katholischer Bischof von Constantine-Hippone | 41    |       |

## Oktober
| Tag         | Name                                       | Beruf, bekannt als                                                         | Alter | Beleg |
| ----------- | ------------------------------------------ | -------------------------------------------------------------------------- | ----- | ----- |
| 1. Oktober  | Félix de Las Cases                         | französischer Geistlicher und römisch-katholischer Bischof von Constantine | 71    |       |
| 1. Oktober  | Joseph von Boos zu Waldeck                 | herzoglich nassauischer Oberstleutnant und Flügeladjutant                  | 81    |       |
| 1. Oktober  | Burwell C. Ritter                          | US-amerikanischer Politiker                                                | 70    |       |
| 1. Oktober  | Alfred zu Stolberg-Stolberg                | deutscher Rittergutsbesitzer und Politiker (Zentrum), MdR                  | 44    |       |
| 2. Oktober  | Wilhelm Hille                              | deutscher lutherischer Theologe und Abt                                    | 77    |       |
| 2. Oktober  | Karl von Patruban                          | Mediziner und Hochschullehrer                                              | 64    |       |
| 3. Oktober  | Thomas Jecklin                             | deutscher Jurist und Vorsitzender Eisenbahndirektion Saarbrücken           | 52    |       |
| 5. Oktober  | William Lassell                            | britischer Astronom                                                        | 81    |       |
| 5. Oktober  | Jacques Offenbach                          | französischer Komponist                                                    | 61    |       |
| 6. Oktober  | Benjamin Peirce                            | US-amerikanischer Mathematiker und Astronom                                | 71    |       |
| 7. Oktober  | Anton Wieninger                            | österreichischer Bierbrauer und Politiker                                  | 66    |       |
| 8. Oktober  | Magnus Brostrup Landstad                   | norwegischer Pfarrer, Dichter und Sammler norwegischer Volkslieder         | 78    |       |
| 8. Oktober  | Johann Heinrich Woldemar                   | deutschbaltischer Archivar und Heimatforscher                              | 61    |       |
| 10. Oktober | Giampietro Campana                         | italienischer Kunstsammler                                                 |       |       |
| 11. Oktober | Jean Marie Farina                          | Parfümhersteller und Markenschützer                                        | 71    |       |
| 12. Oktober | Joseph-Bernard Rosier                      | französischer Dramatiker Vaudevillist und Librettist                       | 75    |       |
| 13. Oktober | Peleg Sprague                              | US-amerikanischer Politiker                                                | 87    |       |
| 14. Oktober | Bartolomeo Pacca, Jr.                      | italienischer Kurienkardinal                                               | 63    |       |
| 14. Oktober | Victorio                                   | Anführer der Chihenne-Apachen                                              |       |       |
| 14. Oktober | Pietro Ercole Visconti                     | italienischer Klassischer Archäologe                                       |       |       |
| 15. Oktober | Conrad L’Allemand                          | deutscher Porträtmaler                                                     | 71    |       |
| 16. Oktober | Henry Donnel Foster                        | US-amerikanischer Politiker                                                | 71    |       |
| 16. Oktober | Carl Hermann Merck                         | Senatssyndikus und Hamburger Politiker                                     | 71    |       |
| 16. Oktober | Edouard Wolff                              | polnischer Pianist und Komponist                                           | 64    |       |
| 17. Oktober | Johann von Waller                          | österreichischer Arzt                                                      | 69    |       |
| 19. Oktober | Hermann von Schmid                         | deutscher Schriftsteller                                                   | 65    |       |
| 20. Oktober | Lydia Maria Child                          | US-amerikanische Schriftstellerin, Abolitionistin und Frauenrechtlerin     | 78    |       |
| 22. Oktober | Alphonse Pénaud                            | französischer Luft-Techniker                                               | 30    |       |
| 23. Oktober | Bettino Ricasoli                           | italienischer Staatsmann                                                   | 71    |       |
| 24. Oktober | Friedrich Dettmer                          | deutscher Schauspieler                                                     | 45    |       |
| 24. Oktober | Eduard von Heuss                           | großherzoglich hessischer Hofrat und Hofmaler                              | 72    |       |
| 25. Oktober | Thomas Campbell Eyton                      | britischer Naturforscher und Ornithologe                                   | 71    |       |
| 25. Oktober | Othmar Helferstorfer                       | österreichischer Abt des Schottenstiftes                                   | 70    |       |
| 25. Oktober | Léon Herpin                                | französischer Maler                                                        | 39    |       |
| 26. Oktober | Matthias Constantin Capello von Wickenburg | österreichischer Staatsmann                                                | 83    |       |
| 26. Oktober | Searles Valentine Wood                     | englischer Paläontologe                                                    | 82    |       |
| 27. Oktober | Paul Baudevin                              | Landtagsabgeordneter                                                       | 42    |       |
| 28. Oktober | Emil Palleske                              | deutscher Schauspieler und Schriftsteller                                  | 57    |       |
| 28. Oktober | Édouard Séguin                             | französischer Arzt und Pädagoge                                            | 68    |       |
| 28. Oktober | Lorenz Weinzierl junior                    | bayerischer Gastwirt, Landwirt und Abgeordneter                            | 67    |       |
| 29. Oktober | Peter Johann Nepomuk Geiger                | österreichischer Maler und Zeichner                                        | 75    |       |
| 30. Oktober | Thomas Bouch                               | englischer Ingenieur                                                       | 58    |       |
| 30. Oktober | Edward Morgan Llewellyn Forster            | britischer Architekt                                                       |       |       |

## November
| Tag          | Name                            | Beruf, bekannt als                                                               | Alter | Beleg |
| ------------ | ------------------------------- | -------------------------------------------------------------------------------- | ----- | ----- |
| 1. November  | Elisabeth Wilhelmine von Civry  | uneheliche Tochter des Braunschweiger Herzogs Karl II. und einer englischen Lady | 54    |       |
| 1. November  | Albert von Rheinbaben           | preußischer General der Kavallerie                                               | 67    |       |
| 2. November  | Eduard von Moeller              | preußischer Politiker und Beamter, Regierungspräsident in Köln und Kassel        | 66    |       |
| 3. November  | Konrad Hane                     | römisch-katholischer Geistlicher, Bistumsverweser                                | 71    |       |
| 4. November  | Étienne Mulsant                 | französischer Entomologe und Ornithologe                                         | 83    |       |
| 5. November  | Lucien C. Gause                 | US-amerikanischer Politiker                                                      | 43    |       |
| 6. November  | Thure Annerstedt                | schwedischer Theologe und Bischof                                                | 74    |       |
| 6. November  | Estanislao del Campo            | argentinischer Dichter                                                           | 46    |       |
| 7. November  | Julius Vogel                    | deutscher Mediziner                                                              | 66    |       |
| 7. November  | Carl Friedrich Weitzmann        | deutscher Musiktheoretiker                                                       | 72    |       |
| 8. November  | Andreas Peter Berggreen         | dänischer Komponist und Organist                                                 | 79    |       |
| 8. November  | Edwin L. Drake                  | US-amerikanischer Pionier der Erdölindustrie                                     | 61    |       |
| 8. November  | Wilhelm von Hamm                | deutscher Agrarwissenschaftler, Unternehmer und Politiker                        | 60    |       |
| 8. November  | Fayette McMullen                | US-amerikanischer Politiker                                                      | 75    |       |
| 8. November  | Leonhard Spengel                | deutscher Klassischer Philologe                                                  | 77    |       |
| 8. November  | Thrasivoulos Zaimis             | griechischer Politiker                                                           | 57    |       |
| 10. November | Sabin Berthelot                 | französischer Naturforscher und Ethnologe                                        | 86    |       |
| 11. November | Adolf Hillmann                  | deutscher Rittergutsbesitzer und Politiker (DFP), MdR                            | 64    |       |
| 11. November | Ned Kelly                       | australischer Straßenräuber und Widerständler gegen die Kolonialbehörden         | 25    |       |
| 11. November | Lucretia Mott                   | US-amerikanische Frauenrechtlerin                                                | 87    |       |
| 12. November | Otto Clemens Fikentscher        | deutscher Maler, Zeichner und Illustrator                                        | 49    |       |
| 12. November | Karl Heinzen                    | deutsch-US-amerikanischer Schriftsteller und Publizist                           | 71    |       |
| 12. November | Leo von Massenbach              | deutscher Jurist und königlich preußischer Staatsbeamter                         | 83    |       |
| 13. November | Rudolf Heinrich Burnitz         | deutscher Architekt                                                              | 53    |       |
| 13. November | Louis Emden                     | deutscher Politiker, MdR                                                         | 67    |       |
| 13. November | August Karl von Goeben          | preußischer General der Infanterie                                               | 63    |       |
| 13. November | Gustav von Kotze                | preußischer Generalleutnant                                                      | 74    |       |
| 14. November | Franz Dominic Grassi            | Leipziger Kaufmann und Mäzen                                                     | 79    |       |
| 14. November | Augustin Ramsperger             | Schweizer Nationalrat                                                            | 64    |       |
| 14. November | Carl Wirth                      | nassauischer Politiker                                                           | 70    |       |
| 15. November | Ernst Heinrich Kahrweg          | deutscher Unternehmer                                                            | 62    |       |
| 16. November | Johann von Dumreicher           | österreichischer Arzt                                                            | 65    |       |
| 17. November | Eduard Wilhelm Schulz           | evangelischer Pfarrer und Krankenhausgründer                                     | 84    |       |
| 18. November | William Martin                  | britischer Richter, erster Chief Justice of New Zealand                          |       |       |
| 19. November | Bernard ter Haar                | niederländischer reformierter Theologe, Kirchenhistoriker und Dichter            | 74    |       |
| 19. November | Friedrich Wilhelm Henneberg     | deutscher Jurist und Politiker                                                   | 65    |       |
| 20. November | Alexander Cockburn, 12. Baronet | englischer Anwalt, Politiker und Richter                                         | 78    |       |
| 20. November | Léon Cogniet                    | französischer Maler                                                              | 86    |       |
| 20. November | James D. Williams               | US-amerikanischer Politiker                                                      | 72    |       |
| 21. November | Elias Florence                  | US-amerikanischer Politiker                                                      | 83    |       |
| 21. November | Ehrenfried von Willich          | preußischer Verwaltungsjurist                                                    | 73    |       |
| 22. November | Carl Christian Hochstetter      | deutsch-österreichischer Chemiker, Unternehmer und Botaniker                     | 62    |       |
| 22. November | Helge Palmcrantz                | schwedischer Erfinder, Waffentechniker und Unternehmer                           | 38    |       |
| 23. November | Ernst Hampe                     | deutscher Apotheker und Bryologe                                                 | 85    |       |
| 23. November | James Craig Watson              | US-amerikanischer Astronom, entdeckte 24 Asteroiden                              | 42    |       |
| 24. November | Benjamin Collins Brodie jr.     | englischer Chemiker                                                              | 63    |       |
| 24. November | Józef Michał Juszyński          | Bischof von Sandomierz                                                           | 87    |       |
| 24. November | Napoléon-Henri Reber            | französischer Komponist                                                          | 73    |       |
| 25. November | Wilhelm von Zedlitz-Neukirch    | deutscher Rittergutsbesitzer und Politiker                                       | 69    |       |
| 26. November | Seligmann Bacharach             | jüdischer Kaufmann                                                               | 90    |       |
| 26. November | Guilherme Cossoul               | portugiesischer Komponist                                                        | 52    |       |
| 26. November | Wilhelm Engelbert Giefers       | deutscher Gymnasialprofessor, Historiker und Autor                               | 63    |       |
| 26. November | Richard Görz                    | deutscher Architekt und nassauischer bzw. preußischer Baubeamter                 | 69    |       |
| 26. November | George Strickland Kingston      | australischer Politiker, Sprecher des South Australian House of Assembly         | 73    |       |
| 27. November | George Bibb Crittenden          | General der Konföderierten im Amerikanischen Bürgerkrieg                         | 68    |       |
| 27. November | Adolf Klügmann                  | deutscher Klassischer Archäologe und Numismatiker                                | 43    |       |
| 27. November | Georg Lindinger                 | österreichischer Landwirt, Brauereibesitzer und Reichstagsabgeordneter           | 64    |       |
| 27. November | William Saurin Lyster           | australischer Opernimpresario                                                    | 52    |       |
| 28. November | Johannes Heller                 | deutscher Historiker und Mitarbeiter an den Monumenta Germaniae Historica        | 29    |       |
| 28. November | Aires de Ornelas e Vasconcelos  | Erzbischof von Goa                                                               | 43    |       |
| 28. November | Louis de Weck-Reynold           | Schweizer Politiker und Staatsrat des Kantons Freiburg                           | 57    |       |
| 29. November | Henri Hogard                    | französischer Geologe und Pionier der geologischen Erforschung der Vogesen       | 72    |       |
| 29. November | Johann Ritter                   | deutscher evangelisch-lutherischer Geistlicher, Landwirt und Abgeordneter        | 81    |       |
| 30. November | Frederico Leão Cabreira         | portugiesischer Gouverneur von Portugiesisch-Timor                               | 80    |       |
| 30. November | Evarts Worcester Farr           | US-amerikanischer Politiker                                                      | 40    |       |

## Dezember
| Tag          | Name                               | Beruf, bekannt als | Alter | Beleg |
| ------------ | ---------------------------------- | --- | ----- | ----- |
| 1. Dezember  | Heinrich Wilhelm Heintz            | deutscher Chemiker | 63    |       |
| 1. Dezember  | Samuel Gottlieb Müller             | deutscher Jurist und Politiker                                                                                                | 78    |       |
| 1. Dezember  | Daniel Bashiel Warner              | Präsident von Liberia | 65    |       |
| 2. Dezember  | Claudio S. Grafulla                | spanischstämmiger US-amerikanischer Komponist, Arrangeur und Dirigent                                                         |       |       |
| 2. Dezember  | Angelo Inganni                     | italienischer Maler | 73    |       |
| 2. Dezember  | Josephine Caroline Lang            | deutsche Komponistin und Sängerin                                                                                             | 65    |       |
| 3. Dezember  | Ignaz Heim                         | deutsch-schweizerischer Komponist und Volksliedsammler                                                                        | 62    |       |
| 3. Dezember  | Friedrich von Zander               | deutscher Verwaltungsjurist, MdHdA                                                                                            | 56    |       |
| 4. Dezember  | Hans Brackebusch                   | deutscher Theologe und Politiker                                                                                              | 72    |       |
| 4. Dezember  | Jean Antoine Théodore Gudin        | französischer Marinemaler, Lithograph und Radierer                                                                            | 78    |       |
| 5. Dezember  | Otto Hermann Kratzsch              | deutscher Kaufmann und Gründer des Traditionsbetriebes „Drogengewölbe Otto H. Kratzsch“ in Chemnitz, einer Drogerie           | 39    |       |
| 5. Dezember  | Johann Wilhelm Österreich          | braunschweigischer Beamter und Politiker                                                                                      | 80    |       |
| 7. Dezember  | Maria Josepha Rossello             | italienische Ordensgründerin und Heilige der römisch-katholischen Kirche                                                      | 69    |       |
| 8. Dezember  | Charles Fisher                     | kanadischer Politiker und Richter                                                                                             |       |       |
| 8. Dezember  | Jakob Hollander                    | deutscher orthodoxer Oberrabbiner                                                                                             | 36    |       |
| 8. Dezember  | Joseph Kolkmann                    | deutscher Jurist | 41    |       |
| 9. Dezember  | Johan Christoffer Boklund          | schwedischer Maler und Professor an der Königlichen Kunsthochschule in Stockholm                                              | 63    |       |
| 9. Dezember  | Oliver Byrne                       | irischer Mathematiker und Autor                                                                                               |       |       |
| 9. Dezember  | Jakob Eggli                        | Schweizer Landschafts- und Wandermaler                                                                                        | 68    |       |
| 10. Dezember | Karl Georg Bruns                   | deutscher Rechtswissenschaftler                                                                                               | 64    |       |
| 10. Dezember | Marcantonio Durando                | italienischer Ordenspriester                                                                                                  | 79    |       |
| 10. Dezember | Thomas Rymer Jones                 | britischer Zoologe und Anatom                                                                                                 | 70    |       |
| 10. Dezember | Theodor Leopold Weller             | deutscher Genremaler | 78    |       |
| 11. Dezember | Julius Poensgen                    | deutscher Industrieller | 66    |       |
| 11. Dezember | Oliver Winchester                  | amerikanischer Geschäftsmann und Politiker                                                                                    | 70    |       |
| 13. Dezember | Martin Gropius                     | deutscher Architekt | 56    |       |
| 13. Dezember | Ignaz Heger                        | österreichischer Mediziner, Techniker und Hochschullehrer                                                                     | 56    |       |
| 13. Dezember | Friedrich Mook                     | deutscher Schriftsteller, Theologe, Ägyptologe und Forschungsreisender                                                        | 36    |       |
| 13. Dezember | Karl von Spitzemberg               | württembergischer Diplomat und Gesandter                                                                                      | 54    |       |
| 13. Dezember | John Stenhouse                     | schottischer Chemiker | 71    |       |
| 14. Dezember | Gustav Brandes                     | praktischer Chirurg und Stadtphysikus zu Hannover, Leiter des Städtischen Krankenhauses in Linden                             | 59    |       |
| 14. Dezember | David Christie                     | kanadischer Politiker (Liberale Partei), Sprecher des Senats                                                                  | 62    |       |
| 14. Dezember | Karl Bartholomäus Heller           | österreichischer Lehrer und Naturforscher                                                                                     | 56    |       |
| 18. Dezember | Michel Chasles                     | französischer Mathematiker | 87    |       |
| 19. Dezember | Maximilian Heinrich Rüder          | deutscher Jurist und Politiker                                                                                                | 72    |       |
| 21. Dezember | Amos T. Akerman                    | US-amerikanischer Jurist und Politiker                                                                                        | 59    |       |
| 21. Dezember | Karl Sigmund Raimund von Gemmingen | Mitglied der I. Kammer der badischen Ständeversammlung                                                                        | 42    |       |
| 22. Dezember | George Eliot                       | englische Schriftstellerin | 61    |       |
| 24. Dezember | Jakob Hasler                       | Schweizer Jurist und liberaler Politiker                                                                                      | 55    |       |
| 24. Dezember | Heinrich Luden                     | deutscher Rechtswissenschaftler                                                                                               | 70    |       |
| 24. Dezember | Simon Oppenheim                    | Bankier | 77    |       |
| 25. Dezember | Fridolin Anderwert                 | Schweizer Politiker | 52    |       |
| 25. Dezember | Wilhelm Mannhardt                  | deutscher Volkskundler, Mythologe und Bibliothekar                                                                            | 49    |       |
| 25. Dezember | Carl von Schwendler                | deutscher Verwaltungsjurist und Politiker, Staatsminister, MdR                                                                | 68    |       |
| 26. Dezember | Manuel Murillo Toro                | kolumbianischer Politiker und Präsident von Kolumbien                                                                         | 64    |       |
| 26. Dezember | Carl Graf von Zedlitz-Trützschler  | preußischer Verwaltungsbeamter, Landrat und Regierungspräsident                                                               | 80    |       |
| 27. Dezember | Ernst Ludwig von Gemmingen         | Regierungsrat in Stuttgart, später auf Dammhof, Abgeordneter in Württembergischen Landständen und Badischer Ständeversammlung | 62    |       |
| 27. Dezember | Alessandro Nini                    | italienischer Komponist | 75    |       |
| 29. Dezember | Casimir Gaillardin                 | französischer Historiker | 70    |       |
| 29. Dezember | Valentin Wiery                     | österreichischer Geistlicher, Bischof von Gurk (1858–1880)                                                                    | 67    |       |
| 30. Dezember | Achille Guenée                     | französischer Entomologe | 71    |       |
| 30. Dezember | Marie von Hessen-Kassel            | Großherzogin von Mecklenburg-Strelitz                                                                                         | 84    |       |
| 31. Dezember | Hector Lefuel                      | französischer Architekt | 70    |       |
| 31. Dezember | Arnold Ruge                        | deutscher Schriftsteller | 78    |       |
| 31. Dezember | Percy Walker                       | US-amerikanischer Politiker                                                                                                   |       |       |
| Dezember     | Frank Buckland                     | englischer Chirurg und Journalist                                                                                             |       |       |

## Datum unbekannt
| Tag | Name                        | Beruf, bekannt als                                                               | Alter | Beleg |
| --- | --------------------------- | -------------------------------------------------------------------------------- | ----- | ----- |
|     | Edmond Albius               | Erfinder eines praktischen Verfahrens zur manuellen Bestäubung der Gewürzvanille | ≈50   |       |
|     | Karoly Alexy                | ungarischer Bildhauer                                                            | ≈63   |       |
|     | Rafael Barroeta Baca        | zentralamerikanischer Präsident                                                  | ≈66   |       |
|     | Wilhelm Bartel              | deutscher Richter und Parlamentarier                                             | ≈58   |       |
|     | Siegfried Borchardt         | deutscher Privatbankier und costa-ricanischer Diplomat                           | 65    |       |
|     | Karl Anton Bruck            | deutscher Drucker                                                                | ≈40   |       |
|     | Anton von Burlo-Ehrwall     | österreichischer Militär und Offizier                                            | ≈89   |       |
|     | Miguel Santín del Castillo  | Präsident von El Salvador                                                        | ≈49   |       |
|     | Auguste Charpentier         | französischer Maler                                                              |       |       |
|     | Pelegrín Clavé              | spanischer Kunstmaler                                                            |       |       |
|     | Georg Wilhelm Dittmer       | deutscher Verwaltungsjurist und Regionalhistoriker                               |       |       |
|     | Jean-Baptiste Duvernoy      | französischer Pianist und Komponist der Romantik                                 |       |       |
|     | Gustav Eberhard             | deutscher Architekt und Baubeamter des Herzogtums Sachsen-Coburg und Gotha       |       |       |
|     | Francisco Estrada           | spanischer Diplomat                                                              |       |       |
|     | Carl Philipp Falck          | deutscher Pharmakologe                                                           |       |       |
|     | Julius Giere                | deutscher Lithograf, Fotograf, Zeichner, Maler und Verleger                      |       |       |
|     | Georg Michael Gramlich      | deutscher Kaufmann und Hamburger Konsul                                          |       |       |
|     | Franz von Greßer            | bayerischer Kultusminister (1866–1869)                                           |       |       |
|     | Hermann Wolff von Gudenberg | deutscher Verwaltungsbeamter                                                     |       |       |
|     | Franz Adolph Guenther       | deutscher Rittergutsbesitzer und Politiker, MdR                                  |       |       |
|     | Quirinus Harder             | niederländischer Architekt                                                       |       |       |
|     | Ernst von Haugwitz          | deutscher Rittergutsbesitzer und Verwaltungsbeamter                              |       |       |
|     | Carl Eduard Kraft           | österreichischer landesprivilegierter Mechaniker in Wien                         |       |       |
|     | Jacob Kull                  | deutscher Zeichner, Maler, Lithograph und Fotograf                               | 62    |       |
|     | José Malcampo Monge         | Ministerpräsident von Spanien                                                    |       |       |
|     | Karl von Metzsch            | deutscher Rittergutsbesitzer und Politiker, MdL (Königreich Sachsen)             |       |       |
|     | Musa Khan                   | Emir von Afghanistan                                                             |       |       |
|     | Ernst Louis Otto Nerreter   | deutscher Theologe und Parlamentarier (Casino-Fraktion)                          |       |       |
|     | Rudolf Pfähler              | deutscher Fotograf                                                               | 49    |       |
|     | Ludwig Curt von Ponickau    | preußischer Landrat                                                              |       |       |
|     | Bernhard Rathgen            | deutscher Jurist, Staatsminister und Landdrost der Herrschaft Pinneberg          |       |       |
|     | Scipion Rousselot           | französischer Violoncellist und Komponist                                        |       |       |
|     | Friedrich August Schäfer    | deutscher Politiker                                                              |       |       |
|     | Adolf Gregor Franz Schuch   | polnischer Architekt                                                             |       |       |
|     | Peter Joseph Strange        | deutscher Privatgelehrter, Genealoge und Adelsforscher                           |       |       |
|     | Eduard Vater                | deutscher evangelischer Geistlicher und Parlamentarier                           |       |       |
|     | Gustav Wenng                | Kartograf und Lithograf im Königreich Bayern                                     |       |       |